# Генріх Шпрінгер
Генріх «Гайн» Адольф Леопольд Шпрінґер (нім. Heinrich «Hein» Adolf Leopold Springer; 3 листопада 1914, Кіль — 27 жовтня 2007, Еліксдорф) — німецький офіцер, штурмбаннфюрер СС. Кавалер Лицарського хреста Залізного хреста.

## Біографія
В 1936 році вступив у НСДАП (квиток № 3 707 886) і СС (посвідчення № 291 707). 1 листопада 1937 року, після службив Імперській трудовій службі, перейшов у частини посилення СС, служив у 2-у полку СС Германія (3-я рота), потім в 3-му полку СС Фюрер (11-а рота). З 15 листопада 1938 до 15 серпня 1939 року проходив навчання у юнкерському училищі СС в Бад-Тельці. 16 серпня 1939 року поступив на курси машиністів у Дахау, які закінчив 15 жовтня. З 23 жовтня 1939 року командир взводу 2-ї роти лейбштандарту.

### Друга світова війна
Учасник Французької кампанії, відзначився в боях за Дюнкерк. Також учасник Балканської кампанії і боїв на радянсько-німецькому фронті. В листопаді 1941 важко поранений під Ростовом-на-Дону і евакуйований в Німеччину. Після повернення — командир 1-ї роти. В лютому 1943 року знову важкопоранений — вибухом гранати під дас битви за Харків.
З 1 жовтня 1943 року — другий ад'ютант 12-ї танкової дивізії СС «Гітлер'югенд» під командуванням Фріца Вітта, пізніше — Курта Майєра. Відповідав за підготовку молодих офіцерів.
З 11 травня 1944 року служив у штабі рейхсфюрера СС.
З 1 червня до 28 серпня 1944 року — офіцер зв'язку військ СС при ОКВ.
З 30 серпня 1944 до 6 лютого 1945 року — перший ординарець Вальтера Моделя, головнокомандувача групи армій «B». Брав участь в Арденнському наступі.
З 6 лютого 1945 року — перший ординарець Генріха Гіммлера, головнокомандувача групи армій «Вісла».

### Після війни
27 травня 1945 року взятий у полон британськими військами поміщений у табір для інтернованих Ноєнгамме. В лютому 1946 року втік, однак згодом хнову заарештований, з 4 вересня 1946 до 6 травня 1947 року — в таборі для інтернованих у Бад-Ненндорфі, з 6 травня до 14 грудня 1947 року — в таборі і Реклінґгаузені. 3 грудня 1947 року засуджений до 9 місяців позбавлення волі.
В 1947—1948 роках — в таборі для інтернованих Фішбек. В 1948 році доставлений в Бельгію, в квітні того ж року повернений в НІмеччину і поміщений у в'язницю Альтона, Гамбург.
З 13 квітня до 17 червня 1948 року — свідок на другому Бад-Ненндорфському процесі.
25 червня 1948 року звільнений.
З 1 вересня 1948 до 30 червня 1952 року — інженер-будівельник в Кілі, з 15 листопада 1952 року — в Ітцего. З грудня 1977 року — технічний співробітник у Шлезвіґ-Гольштайні.

### Смерть
Шпрінгер помер 27 жовтня 2007 року у своєму будинку в Еліксдорфі на Горстштрассе, 7 (за іншими даними — в будинку престарілих).
Його дочка згадувала: «Генріх Шпрінгер належав до покоління, яке не тільки зробило надлюдські досягнення після захоплення влади 30 січня 1933 року, а й під час Другої світової війни, але, незважаючи на мільйони жертв на фронтах, втрата населення через терор, бомби і злочинне виселення, завдяки непохитній волі до життя зібрали сили для відновлення зруйнованої повоєнної Німеччини. З огляду на гірке розчарування поразки, багаторазовий поділ Батьківщини і пограбування великої території переможцями, незважаючи на окупаційні сили всередині країни, вони з енергією і впевненістю в собі і в Німеччині виступили проти брехні та наклепів, щоб відновити увагу і вплив на міжнародному рівні».

## Сім'я
22 грудня 1939 року одружився з Урсулою Пухерт, з якою прожив решту життя. Дружина померла в 2007 році, Шпрінгер ненадовго її прежив.
В шлюбі народились щонайменше 4 дітей: дочки Анке, Гюда і Гельґа та син Гедвіґ. Діти дали Шпрінгеру 9 онуків.

## Звання
- Штандартен-юнкер СС (1 червня 1939)
- Штандартен-обер-юнкер СС (1 вересня 1939)
- Унтерштурмфюрер СС (9 листопада 1939)
- Оберштурмфюрер СС (9 листопада 1940)
- Гауптштурмфюрер СС (9 листопада 1941)
- Штурмбаннфюрер СС (21 червня 1943)

## Нагороди
- Почесна шпага рейхсфюрера СС
- Медаль «У пам'ять 13 березня 1938 року» (2 березня 1939)
- Медаль «У пам'ять 1 жовтня 1938»
- Кільце «Мертва голова» (9 листопада 1939)
- Залізний хрест 2-го класу (8 червня 1940)
- Штурмовий піхотний знак в бронзі (3 жовтня 1940)
- Залізний хрест 1-го класу (12 липня 1941) — як оберштурмфюрер СС і ад'ютант 1-го батальйону лейбштандарту
- Нагрудний знак «За поранення» в золоті — (26 листопада 1941) — всього отримав 6 поранень (10 червня 1940, 21 червня 1940, 15 жовтня 1941, 18 листопада 1941, 21 листопада 1941, 12 лютого 1943)
- Лицарський хрест Залізного хреста (12 січня 1942) — як гауптштурмфюрер СС і командир 3-ї роти лейбштандарту
- Орден «За хоробрість» 4-го ступеня, 2-й клас (Болгарія) (3 вересня 1942)
- Золотий почесний знак Гітлер'югенду